# 双星和聚星星表
双星和聚星星表（The Catalog of Components of Double and Multiple Stars，缩写为CCDM）是一个双星和聚星的天文星表。为了给依巴谷任务（Hipparcos mission）提供输入星表，它由比利时皇家天文台的Jean Dommanget和Omer Nys编纂而成。该星表的第一版于1994年出版，它包含了34,031颗双星或聚星的74,861颗成员恒星；第二版在2002年出版，它扩充到了49,325颗双星或聚星的105,838颗成员恒星。该星表列出了每个成员恒星的位置、星等、光谱类型和自行。